# Melanogaster microsporus
Melanogaster microsporus är en svampart som tillhör divisionen basidiesvampar, och som beskrevs av Josef Velenovský. Melanogaster microsporus ingår i släktet Melanogaster, och familjen slemtryfflar. Arten är reproducerande i Sverige.